# Драган Кічанович
Драган Кічанович (сербохорв. Dragan Kićanović/Драган Кићановић; нар. 17 серпня 1953, Чачак) — югославський баскетболіст, який грав на позиції атакувального захисника. Після закінчення кар'єри гравця — югославський та сербський баскетбольний функціонер, сербський політик та дипломат. Олімпійський чемпіон 1980 року, чемпіон світу (1978 року) і триразовий чемпіон Європи (1973, 1975, 1977). Двічі визнавався кращим баскетболістом Європи, визнаний найціннішим гравцем чемпіонату світу 1974 року.

## Кар'єра баскетболіста

### Клубна
Драган Кічанович народився в місті Чачак, де й розпочав кар'єру баскетболіста в молодіжному клубі «Желєзнічар». Пізніше він перейшов до більш відомого місцевого клубу «Борац», у якому Кічанович провів лише один сезон, і в 1972 році став игравцем белградського «Партизана». У «Партизані» Кічанович грав разом з іншим відомим югославським баскетболістом — Драженом Далипагичем. Вони не були близькими друзями, проте добре доповнювали один одного та взаємодіяли на ігровому майданчику. З цим дуетом пов'язані успіхи «Партизана» в 70-х роках ХХ століття, починаючи з першого за більш ніж 30 років чемпіонства в 1976 році. У 1979 році белградський клуб зробив дубль: до перемоги в чемпіонату додався виграш Кубка Югославії, а утретє перемогу в чемпіонаті «Партизан» здобув у 1981 році.
Успіхи до клубу прийшли й на європейській арені: в 1978 році «Партизан» виграв Кубок Корача. У фінальному матчі проти «Босни» з Сараєво Кічанович набрав 33 очки, та допоміг своїй команді виграти в овертаймі 117—110. Наступного року суперником «Партизана» у фіналі став італійський клуб «Аррігоні», якого югославський клуб обіграв із рахунком 109-98. Незважаючи на травму, Кічанович став кращим гравцем матчу, та набрав за матч 41 очко. Загалом у складі «Партизана» Драган Кічанович провів 167 матчів і набрав 4699 очок, та віддав 173 передачі.
У 1981 році Кічанович перейшов до італійського клубу «Скаволіні», у складі якого виграв Кубок володарів кубків у 1983 році. Завершив кар'єру гравця у клубі «Расінг» з Парижа у 1984 році.

### Кар'єра у збірній
У 1971 році, ще граючи в складі «Желєзнічара», Кічанович став чемпіоном Європи у складі молодіжної збірної Югославії, та став з 90 очками другим бомбардиром турніру (після Мірзи Делібашича).
У складі головної збірної Югославії Кічанович тричі ставав переможцем чемпіонату Європи. За підсумками дебютного для себе чемпіонату світу 1974 року Кічановича визнали найціннішим гравцем, незважаючи на те, що югослави поступилися першістю збірній СРСР. На чемпіонату світу 1978 року Кічанович допоміг збірній Югославії здобути перемогу, набравши за турнір 162 очки. На своєму третьому чемпіонаті світу, в 1982 році, Кічанович разом із командою здобув бронзові медалі. Драгана Кічановича регулярно включали до символічних збірних чемпіонатів світу та Європи.
На переможному олімпійському турнірі 1980 року Кічанович набрав 189 очок, поступившись за цим показником у команді лише Дражену Далипагичу.
Загалом у складі збірної Югославії Кічанович провів 216 ігор, та набрав 3330 очок.
Двічі, у 1981 і 1982 роках Драган Кічанович отримував відзнаки «Містер Європа» і «Єврооскар», ставши кращим баскетболістом Європи у двох версіях. У 1982 році Кічановича визнали кращим спортсменом Югославії, а в 1991 році його включили до числа 50 найкращих гравців за версією ФІБА, а в 2010 році його включили до Зали слави ФІБА.

## Після завершення ігрової кар'єри
Незабаром після завершення ігрової кар'єри Кічановича призначили віце-президентом його колишнього клубу «Партизан» при президентові Томиславі Єремичу. За своїми обов'язками Єремич брав участь переважно в господарській діяльності клубу, тоді як Кічанович безпосередньо керував командою, приймаючи рішення про всі кадрові питання, від запрошених гравців до тренерського складу. Новим головним тренером клубу він відразу ж запросив свого колишнього напарника по збірній Югославії Зорана Славнича, з яким він входив до відомого дуету захисників. З 31 липня 1991 року по 24 вересня 1992 Драган Кічанович працював міністром молоді та спорту Сербії. З 1996 до 2005 року Кічанович був президентом Олімпійського комітету Сербії та Чорногорії. З вересня 2013 року Драган Кічанович працював генеральним консулом Сербії в Трієсті.

## Титули та досягнення

### Командні
- Чемпіон Югославії (3): 1976, 1979, 1981
- Володар Кубка Югославії (1): 1979
- Володар Кубка Корача (2): 1978, 1979
- Володар Кубка володарів Кубків (1): 1983
- Олімпійський чемпіон (1): 1980
- Чемпіон світу (1): 1978
- Чемпіон Європи (3): 1973, 1975, 1977
- Срібний призер Олімпійських ігор (1): 1976
- Срібний призер чемпіонату світу (1): 1974
- Бронзовий призер чемпіонату світу (1): 1982
- Срібний призер чемпіонату Європи (1): 1981
- Бронзовий призер чемпіонату Європи (1): 1979
- Переможець Середземноморських ігор (2): 1971, 1975

### Особисті
- Найцінніший гравець чемпіонату світу: 1974
- Спортсмен року в Югославії (1982)
- Кращий баскетболіст Європи (2): 1981, 1982
- Включений до списку 50 найкращих гравців ФІБА (1991)
- Прийнятий до Зали слави ФІБА (2010)